# Amor privatizado
Amor Privatizado es el cuarto y último álbum de estudio perteneciente al grupo de rock y ska argentino La Sonora de Bruno Alberto. Fue editado bajo el sello Sony Music en el año 1992. Aunque sus canciones seguían conteniendo doble sentido en sus letras, el corte de difusión fue la balada "Enamorado de ti". Dos años después de la salida del disco, el grupo se disuelve.

## Lista de canciones
Todas las canciones escritas y compuestas por La Sonora de Bruno Alberto. 
| N.º | Título             | Escritor(es) | Duración |  |
| 1.  | «Enamorado de ti»  |              | 04:27    |  |
| 2.  | «Que no se diga»   |              | 03:58    |  |
| 3.  | «Lady - Llita»     |              | 02:36    |  |
| 4.  | «Amor privatizado» |              | 04:15    |  |
| 5.  | «I love you mucho» |              | 05:10    |  |
| 6.  | «Bagallito»        |              | 03:03    |  |
| 7.  | «No doctor»        |              | 03:22    |  |
| 8.  | «Tiki-taka»        |              | 03:08    |  |
| 9.  | «Submarino»        |              | 03:41    |  |
| 10. | «Mi sirena»        |              | 04:47    |  |